# Kasteel Dorth
Kasteel Dorth kan verwijzen naar het voormalige veertiende-eeuwse kasteel in Bathmen in Overijssel of naar het eveneens veertiende-eeuwse voormalige kasteel in Gorssel Gelderland. Beide lagen nabij de Gelders/Overijsselse grens.
Dorth Gelderland is thans een landgoed gelegen ten noordoosten van de buurtschap Kring van Dorth en zuidelijk van de buurtschap Dortherhoek, aan de Dortherbeek, onderdeel van de gemeente Lochem in de provincie Gelderland tegen de grens van Overijssel. Sinds 2001 is het een rijksbeschermde historische buitenplaats met zes complexonderdelen.
Dorth Overijssel is tegenwoordig een boerenbedrijf tegen de grens van Gelderland.

## Geschiedenis

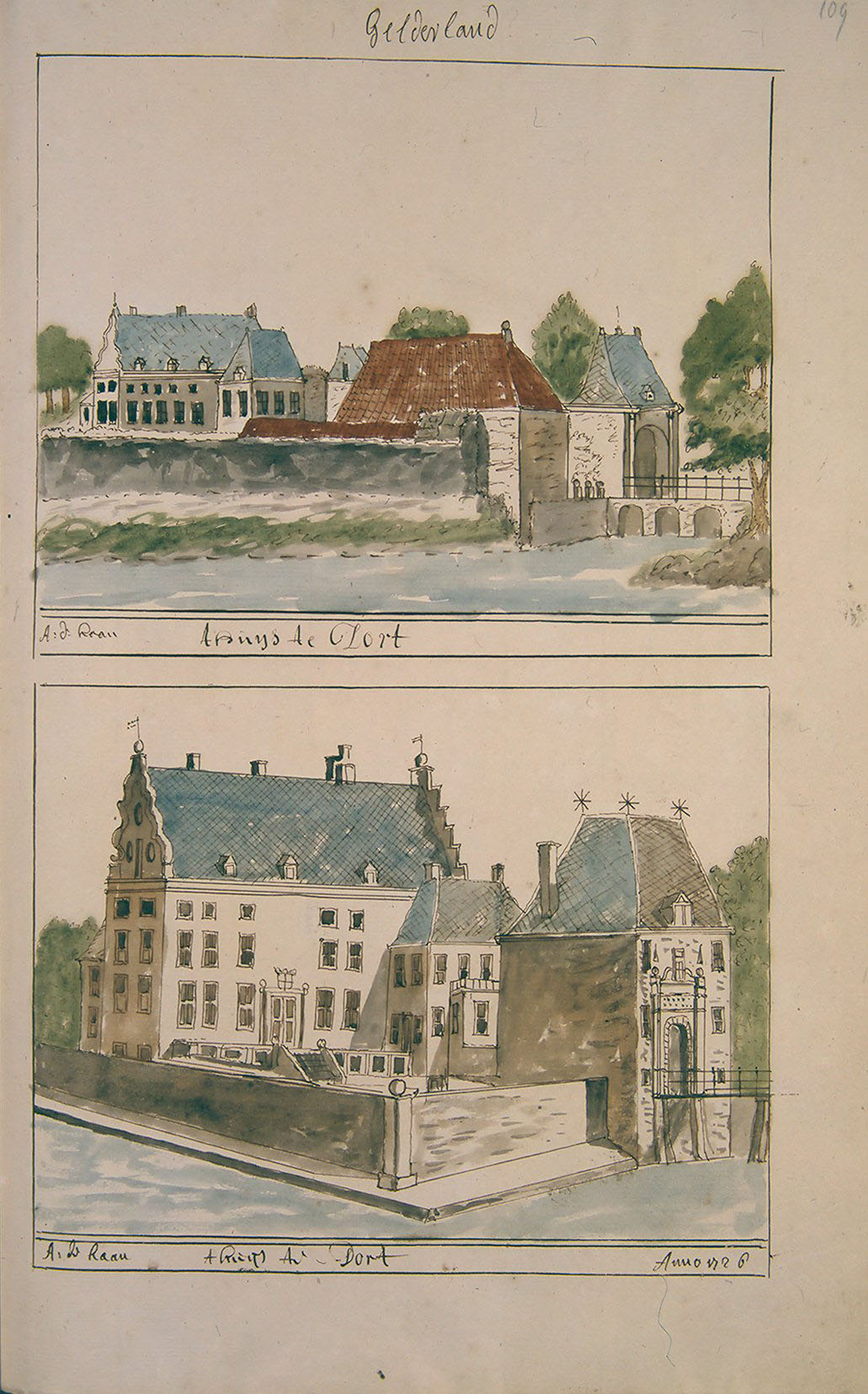
Atlas Schoemaker: beide huizen Dorth (1710-1735)

Bij Dorth is er sprake van een Hof van Dorth en een Huis van Dorth waarvan Hof van Dorth de oudste is. De vroegste vermelding van Hof van Dorth stamt uit 1311 als de hof in het bezit is van Eliger van Heeckeren uit het oude riddergeslacht Van Heeckeren. In 1329 werd Eliger van Heeckeren opgevolgd door Seyno van Heeckeren († ca. 1359) die zich 'Van Heeckeren genaamd Dordt' ging noemen. In de loop van de tijd bleef deze tak van de Van Heeckerens zich uitsluitend Van Dorth noemen. De familie Van Dorth tot Medler stamt uit deze tak.
In 1329 verklaarde Seyno dat hij de Hof van Dorth in leen hield van de bisschop van Utrecht. Waarschijnlijk heeft Seyno kort daarna ten zuiden van de Hof van Dorth, aan de overzijde van de Dortherbeek, op Gelders grondgebied onder Gorssel, een nieuw kasteel, het Huis Dorth, gebouwd. Over dit huis zijn geen bronnen overgeleverd, maar het moet voor die tijd een sterke burcht zijn geweest die de grens tussen het Graafschap Gelre en het Oversticht moest bewaken, want in 1348 draagt Seyno samen met zijn zoon Henrick dit huis als open huis op aan de hertog van Gelre.  Nadat de hertog op 3 november 1348 een verbond gesloten had met Willem van Beieren probeerde deze Deventer te veroveren, waarbij hij zich verzekerde van de steun van Seyno van Dorth. Op 25 januari 1359 wordt Seyno genoemd als getuige namens de Gelrese ridderschap bij de bezegeling van het Kleefs-Gelrese vredesverdrag tussen Reinald III en zijn broer Eduard.
Markant is dat het bijbehorende Hof Dorth in het Oversticht lag. Tijdens de twisten tussen de Heeckerens en Bronckhorsten kozen de Van Dorths de zijde van de Van Heeckerens. Door deze twist ontstaat veel schade aan het huis in 1373. Na veel wisselingen van eigenaar koopt uiteindelijk Laurens Kleyn het kasteel in 1833 en laat het slopen. Ter plaatse wordt een landhuis gebouwd, dat in 1927 alweer wordt gesloopt als Gustaaf Otto Frederik ridder Huyssen van Kattendyke het huis in slecht onderhouden toestand koopt. Hij bouwt op het landgoed weer een nieuw landhuis, dat tegenwoordig eigendom is van Vereniging Natuurmonumenten en niet is te bezichtigen. Het landgoed is wel opengesteld voor het publiek en er is ter plaatse een gemarkeerde wandelroute uitgezet van drie kilometer. De slotgracht is nog in aanleg aanwezig.
Ampsen · Barlham · Beurse · Boedelhof · Brandsenburg · Cloese · Den Dam · Diepenbroek · Dorth · De Ehze · Enghuizen · Hackfort · Hagen · Holthuis · Kell · Kemnade · Keppel · Langen · Leemkuil · Lichtenberg · Marhulsen · De Marsch · 't Medler · Nettelhorst · Oolde · Oud Oolde · Overlaer · Roderlo · Rijsselt · 't Suideras · Ulenpas · 't Velde · Verwolde · De Voorst · Vorden · Walfort
Aalst · Aardenburg · Acquoy · Aerdt · Agistaldaburg · Ahof · Aldenhaag · Aller · Ambe · Ammersoyen · Ampsen · Andelst · Angeroyen · Appelburg · Appelse walburg · Appeltern · Arler · Baak · Babberich · Baer · Baerle · Bakerbosch · Balgoij · Barlham · Batenburg · Beek · Beerenclaauw · Bemmel · Bevervoorde · Bergh · Biljoen · Bingerden · Blankenborg (Laren) · Blankenborg · Blauwe Huis · Blokhuis (Ravenswaaij) · Boelenham · Boetselaersborg · Borculo · Boswaai · Brakel · Den Brakel · Den Bramel · Bredevoort · Broekhuizen · Bronkhorst · Bruchem · Bruinhorst · Brunsberg · Bulkestein · Bunswaard · Burcht van Tiel · Buren · De Buurse · Byland · Byvanck · Caetshage · Camphuysen · De Cannenburch · de Cloese · Coldenhove · Culemborg · Dedinckweerd · Delwijnen · Didam · Diepenbroek · Hof te Dieren · Huis Dijck · Dikke Tinne · Doddendaal · Dodewaard · Doornenburg · Doornik · Doorwerth · Dooyenburg · Dorth · Doseburg · Drakenburg · Dreumel · Druten · Duivelshuis · Eerbeek · De Ehze · Elburg · Eldrik · Emmerik · Engelenburg · Groot Engelenburg · Engelrode · Enghuizen · Enspijk · De Essenburgh · Essenpas · Est · Fokkinck · Gameren · Geerestein · Geldermalsen · De Gelderse Toren · Geldersweerd · Gellicum · Gendt · Gennepestein · Glindhorst · Goudenstein · ‘s-Grevenhoef · Groot Hell · Groenlo · Groesbeek · Huis te Groesbeek · Grunsfoort · Gulden Spijker · Hackfort · Hackforts Veenhuis · Hagen · Hagevoort · Hamerden · Hanepol · Harreveld · Harslo · Hassink · Het Haveke · Hedel · Heeckeren · De Heegh · Hees · De Heest · Hellouw · Hemmen · Hernen · Motte van Hernen · Heumen · Heusden · Hoekelum · Hoekenburg · De Hoeve · De Hof · Hof d'Ooy · Hof van Arkel · Huis het Holt · Holthuis · Het Holtslag · Ter Horst · Houberg · St. Hubertus · Huissen · Hulhuizen · Hulkestein · Hulsen · Hunneschans bij De Duno · Hunneschans bij Uddel · Jonker Bloo · 't Joppe · De Kamp · Karssenberg · Kemnade · Keppel · Kermestein · Kernhem · Kervel · Kiefskamp · De Kinkelenburg · Klein Enghuizen · Kleverburg · Kortenhoeve · Laag Helbergen · Lakenburg · Landfort · Langen · Latenstein · De Lathmer · Lathum · Ter Lede · Leegpoel · Leemcuyl · Leeuwen · Leeuwenbergh · Lensenburg · Lent · Leur · Leuvenum · Leyenburg · Lichtenvoorde · Lievenstein · Loenen · Loevestein · Loil · Loowaard · Luynhorst · Hof te Maasbommel · Magerhorst · Malburgen · Malderburcht · Malsen · Manhorst · Marhulsen · De Marsch · Marveld · Mathena · Maurik · Medel · Medestein · 't Medler · Meinerswijk · De Mellard · Mensink · Mergelp · Meteren · 't Meyerink · Middachten · Millingen · Mussenberg · Nagelhorst · Nederhagen · Nederhemert · Neerijnen · Huis Neerijnen · De Nesch · Nettelhorst · Nieuwe Blokhuis ·  Nijburg · Nijenbeek · Old Putten · Notenstein · Nye Huis · Olde Spijker · Oldenaller · Oldenhof (Driel) · Oldenhof (Heteren) · De Ooij · Oolde · Oud Oolde · Oosterhout · Ophemert · Opijnen · Oud Ampsen · Oude Blokhuis · Het Oude Loo · Oude Voorst · Oudenborch · Oud-Wisch · Huis te Overasselt · Overeng · Overhagen · Overlaar · 't Oye · Palmestein · De Parck · Persingen · Plekenpol · Ploen · Pluimenburg · Poederoijen · Poelwijck · Poelwijk · De Pol (Dreumel) · Huis de Poll (Huis te Gietelo) · De Poll (Huissen) · Pollenbering · Pollenstein · Puttenstein · Het Raasink · Ravenhorst · De Rees · Ressen · Reuversweerd · Reygersfoort · Rhijnestein · Huis Rijswijk · Rode Toren · Roode Wald · Rosande · Rosendael · Rossum · Rumpt · Ruurlo · Rijsselt · Schadewijk · Schaffelaar · Scherpenzeel · Schoonbroek · Schoonderbeek · Schoonenburg · Schuilenburg · Schuilkerke · Hof te Seelbeek · Sevenaer I · Sevenaer II · Sinderen (Oude IJsselstreek) · Sinderen (Voorst) · Slangenburg · Sleeburg · Slimsijp · De Snor · Soelen · Spaansweerd · Spaldorp · Spijk · Staverden · Sterkenburg · Swanepol · Tarthorst · Teisterbant (Kerk-Avezaath) · Teisterbant (Kerkdriel) · Ter Dicke · Tolhuis · Tolhuis (Tiel) · Tollenburg · Tongerlo · Toren van Wely · Tuil · Ubbergen · Uilenburg (Ewijk) · Uilenburg (Heteren) · Ulenpas · Ulft · Upladen · Valburg · Valkhofburcht · Valkhofpalts · Vanenburg · Varik · Hof te Varsseveld · 't Velde · Velhorst · Verwolde · Vierakker · De Voorst · Voorstonden · Vorden · Vosbergen · Vredenburg · Vredestein (Driel) · Vredestein (Ravenswaaij) · Vuren · Waardenburg · Waddestein · Wadenoijen · Waede · Wageningen · Walfort · 't Waliën · De Wardt · Watergoor · Watermeerwijk · Wayenstein (Huis te Herwijnen) · Well (Huis van Malsen) · Weijenrade · Westenburg · Westerholt · Weurt · De Wiersse · Wijenburg (Echteld) · De Wildenborch · De Wildt · Wilp · Wilperhorst · Winssen · Wisch · Wychen · Wolfswaard · Woolbeek · Yrst · IJzendoorn · Zeeland · Zilveren Spijker · Zuilichem · Zwaluwenburg · Zwanenburg (Heerde) · Zwanenburg (Megchelen)